# Leptotyphlops mbanjensis
Espèce
Statut de conservation UICN

 DD  : Données insuffisantes
Leptotyphlops mbanjensis est une espèce de serpents de la famille des Leptotyphlopidae.

## Répartition
Cette espèce est endémique de Tanzanie. Elle se rencontre à 130 m d'altitude dans la région de Lindi.

## Étymologie
Son nom d'espèce, composé de mbanj[a] et du suffixe latin -ensis, « qui vit dans, qui habite », lui a été donné en référence au lieu de sa découverte, la ville de Mbanja à 6 km au nord de Lindi.

## Publication originale
- Broadley, & Wallach, 2007 : A revision of the genus Leptotyphlops in northeastern Africa and southwestern Arabia (Serpentes: Leptotyphlopidae). Zootaxa, n. 1408, p. 1–78.